# Summer Wine
«Summer Wine» — песня, написанная в 1966 году американским автором-исполнителем Ли Хезлвудом. Первоначально была исполнена дуэтом совместно со Сьюзи Джейн Хок, но свою известность получила при исполнении Ли в паре с Нэнси Синатрой. Версия Нэнси и Ли была выпущена в альбоме Синатры «Нэнси в Лондоне» в конце 1966 года. В апреле 1967 года песня стала хитом, достигнув 49-й строчки в чарте американского хит-парада.

## Текст
Песня на английском языке описывает человека с серебряными шпорами, идущего по городу. Его замечает женщина и приглашает на летнее вино из клубники и вишни. («Поцелуй ангела» (англ. angel's kiss) означает напиток, в котором трудно распробовать алкоголь.) Она просит его снять серебряные шпоры и провести с ней время. От вина мужчина пьянеет, веки становятся тяжёлыми. Он пытается встать на ноги, но не может. Когда мужчина просыпается, солнце светит ему в лицо. У него похмелье и он видит, что его шпоры и деньги исчезли. Но есть вино…
Строки, которые поют мужчина и женщина, поют от первого лица. Причём мужчина поёт в прошедшем времени, а женщина в настоящем. Создается впечатление, что мужчина рассказывает историю из своих воспоминаний, а постоянно повторяющиеся слова женщины, являющиеся припевом, делают историю «живой».

## Кавер-версии
- 1966: Пи Джей Проби
- 1969: «Le Vin de l'été» — Мари Лафоре и Gérard Klein
- 1986: Демис Руссос и Нэнси Бойд (Nancy Boyd)
- 1987: Ronnie Urini и Venus
- 1993: Анна Хански и Ли Хезлвуд
- 1996: Роланд Кайзер и Нэнси Синатра
- 2000: Scooter
- 2000: Gry Bagøien и Frank-Martin Strauß
- 2002: The Corrs и Bono[2]
- 2007: Claudia Jung и Nik P.
- 2007: Вилле Вало и Наталья Авелон (Саундтрек к немецкому фильму «Дикая жизнь»)[3]
- 2013: Lana Del Rey и Barrie-James O’Neill[4]
- 2015: Ski-King
- 2016: Mia May
- 2021: Lian Ross & Fancy

## Чарты
Кроме оригинала, в хит-парады попала только одна кавер-версия (саундтрек к немецкому фильму «Дикая жизнь»), исполненная дуэтом Вилле Вало и Наталья Авелон. Причём в Финляндии (родина Вилле Вало) сингл занял первое место в чарте.
| Год  | Версия                                  | США         | Германия             | Австрия              | Швейцар.             | Финлянд.             |
| ---- | --------------------------------------- | ----------- | -------------------- | -------------------- | -------------------- | -------------------- |
| 1967 | Summer Wine Нэнси Синатра и Ли Хезлвуд  | 49 9 недель | —                    | 6 (1 нед.) 8 недель  | —                    | —                    |
| 2007 | Summer Wine Вилле Вало и Наталья Авелон | —           | 2 (3 нед.) 45 недель | 4 (3 нед.) 33 недели | 2 (1 нед.) 37 недель | 1 (2 нед.) 31 неделя |